# Sint-Gertrudiskerk (Sint-Gertrudis-Pede)

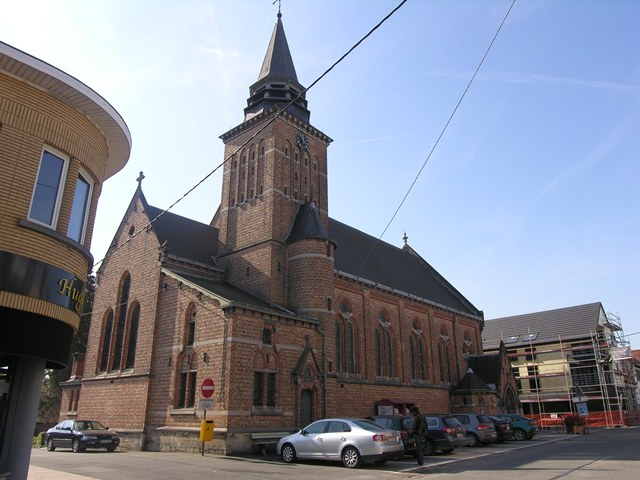
Sint-Gertrudiskerk

De Sint-Gertrudiskerk is de parochiekerk van de tot de Vlaams-Brabantse gemeente Dilbeek behorende plaats Sint-Gertrudis-Pede, gelegen aan de Isabellastraat.

## Geschiedenis
Hier stond mogelijk in de 9e eeuw een hofkapel, maar pas in 1380 werd melding gemaakt van een kapel in deze plaats. In 1456 werd de kapel vernieuwd en in 1536 vergroot tot een kruiskapel met vieringtoren, waar de adellijke families Pipenoy en Bossuyt een aandeel in hadden.
In 1798 werd de kapel, op last van de Fransen, gesloopt. Begin 19e eeuw werd de kapel herbouwd en in 1890 werd deze een zelfstandige parochiekerk. De kapel werd echter te klein en een nieuwe kerk werd begin 20e eeuw gebouwd en in 1907 ingewijd naar ontwerp van Guillaume Chrétien Veraart.

## Gebouw
Het betreft een neogotische bakstenen zaalkerk op rechthoekige plattegrond. De toren bevindt zich boven de noordelijke zijkapel.

## Interieur
De kerk heeft een overwegend neogotisch kerkmeubilair. Het barokke houten hoofdaltaar is echter van 1638. Het heeft een 18e-eeuws tabernakel.